# موت أشكور
موت أشكور هو ملك آشور من سنة 1730 حتى سنة 1720 ق م، خلف الحكم من إشمي داغان الأول من زوجته الحورية زيزيا.